# Бабкевич, Павел Петрович
Па́вел Петро́вич Бабке́вич (1900, Пятигорск — 26.2.1939, Москва) — деятель ГПУ/НКВД СССР, капитан государственной безопасности, нарком внутренних дел Бурят-Монгольской АССР. Входил в состав особой тройки НКВД СССР, внесудебного и, следовательно, не правосудного органа уголовного преследования. Расстрелян в 1939 году. Признан не подлежащим реабилитации.

## Биография
Родился в 1900 году в Пятигорске в католической семье. По национальности белорус (в анкетах писал, что поляк). Состоял в РКП(б) с 1920 года. В 1920—1921 годах призван в РККА. Проходил службу в Особом отделе ВЧК 8-й стрелковой дивизии (Западный фронт). Далее его деятельность была связана с работой в органах ВЧК−ОГПУ−НКВД.
- 1921—1924 годы — в ЧК—ГПУ при СНК Белорусской ССР, помощник начальника части по борьбе с контрабандой Отдела пограничной охраны и Главной инспекции войск ОГПУ при СНК СССР.
- 1924—1926 годы — начальник части по борьбе с контрабандой Отдела пограничной охраны и Главной инспекции войск ОГПУ при СНК СССР, начальник Частей пограничной охраны Полномочного представительства ОГПУ по Средней Азии.
- 1926—1930 годы — начальник Управления пограничной охраны и войск ОГПУ Полномочного представительства ОГПУ по Средней Азии.
- 1930—1931 годы — в Полномочном представительстве ОГПУ по Московской области.
- 1931—1932 годы — начальник Управления рабоче-крестьянской милиции Полномочного представительства ОГПУ по Московской области, помощник полномочного представителя ОГПУ при СНК СССР по Московской области по милиции.
- 1932—1933 годы — председатель ГПУ при СНК Туркменской ССР.
- 1933—1934 годы — заместитель начальника Управления пограничной охраны и войск ОГПУ Полномочного представительства ОГПУ по Средней Азии.
- 1934—1935 годы — начальник Командно-строевого отдела — Отдела подготовки Главного управления рабоче-крестьянской милиции ОГПУ при СНК — НКВД СССР.
- 1935—1936 годы — курсант Центральной школы НКВД СССР.
- 1936—1937 годы — начальник Управления НКВД по Бурят-Монгольской АССР, нарком внутренних дел Бурят-Монгольской АССР. Этот период отмечен вхождением в состав особой тройки, созданной по приказу НКВД СССР от 30.07.1937 № 00447[3] и активным участием в сталинских репрессиях[4].
- с октября 1937 г. заместитель начальника Управления Карагандинского исправительно-трудового лагеря НКВД.

## Завершающий этап
Арестован 8 июня 1938 года. Внесен в Список Л.Берии-А.Вышинского от 15.2.1939 г. по 1-й категории, одобренном членами Политбюро ЦК ВКП(б). Осуждён ВКВС СССР 26 февраля 1939 г. к ВМН. Расстрелян в день вынесения приговора в Москве. Место захоронения — «могила невостребованных прахов» № 1 крематория Донского кладбища.

## Отказ в реабилитации
Признан не подлежащим реабилитации 12 декабря 2013 года определением Военной коллегии Верховного Суда РФ.

## Награды
- Почётный сотрудник госбезопасности V
- 7.12.1932 — Орден Трудового Красного Знамени Туркменской ССР